# 佐鳥新
佐鳥 新（さとり しん、1964年〈昭和39年〉10月6日 - 2021年〈令和3年〉12月31日）は、日本の宇宙工学者、ハッピー・サイエンス・ユニバシティ未来産業学部プロフェッサー（教授）。青森県青森市出身。北海道衛星株式会社代表取締役。大学院時代に大川隆法の書籍を読んだことをきっかけに幸福の科学を信仰していることを公表した。
2021年12月31日に死去。

## 経歴

### 学歴
- 1983年（昭和58年）3月 青森県立青森東高等学校卒業
- 1987年（昭和62年）3月 筑波大学自然学類物理学主専攻卒業
- 1993年（平成5年）3月 東京大学大学院工学系研究科 博士課程航空宇宙工学専攻修了（工学博士[3]）

### 職歴
- 1993年（平成5年）4月 宇宙科学研究所（現・宇宙航空研究開発機構：JAXA）助手（1998年まで）
- 1997年（平成9年）10月 北海道工業大学工学部応用電子工学科講師
- 1999年（平成11年）4月 北海道工業大学工学部応用電子工学科助教授
- 2001年（平成13年）4月 北海道工業大学工学部電気電子工学科助教授
- 2007年（平成19年）4月 北海道工業大学工学部電気電子工学科准教授
- 2009年（平成21年）4月 北海道工業大学創生工学部電気デジタルシステム工学科教授
- 2014年（平成26年）4月 北海道科学大学 工学部 電気電子工学科教授
- 2015年（平成27年）4月 ハッピーサイエンス・ユニバーシティ未来産業学部プロフェッサー

## 専門（研究・活動内容等）
宇宙から農作物の作柄を計測するための農業衛星『北海道衛星』の研究開発を行う。2006年には実験衛星HIT-SATをM-Vロケットで打ち上げた。宇宙開発のスピンオフ技術としてハイパースペクトルカメラや鮮度センサーの研究も進めている。反物質推進の研究で博士号を取得。宇宙科学研究所(現JAXA)で、小惑星探査衛星「はやぶさ」のイオンエンジン開発に従事した。2007年には宇宙開発の会社も立ち上げ、北海道衛星株式会社代表取締役に就任。

### 研究概要

#### 研究分野
- 宇宙工学

#### 研究テーマ
- 超小型衛星、ハイパースペクトル技術に関する研究

## 著作
- 『未来の人々の幸福を願って : 宇宙時代を迎えるための科学思想』2006年7月、全国書誌番号:21122992
- 『宇宙産業創造プロジェクト 2006』北海道工業大学佐鳥研究室、2006年10月、全国書誌番号:21135735
- 『宇宙産業創造プロジェクト 2007』北海道工業大学佐鳥研究室、2008年4月、全国書誌番号:21432099
- 『宇宙産業創造プロジェクト 2008』北海道工業大学佐鳥研究室、2009年4月、全国書誌番号:21616522
- 『しゃりばり 304号』宇宙ロケット、宇宙ビジネスの最前線の人物による講演と討議録、2007年5月20日、社団法人 北海道総合研究調査会 発行、ISBN 978-4-903838-02-1　。
- 『科学が見つけた神の足跡』幸福の科学出版、2015年10月7日発行、ISBN 978-4-86395-718-3 。

## 論文
- 『磁場中励起アルゴン流のレーザー冷却』博士 (工学)論文、東京大学、1993年平成5年6月17日学位授与、報告番号：甲第10207号

## メディア出演
- 2004年12月、雑誌『財界さっぽろ』05年1月号p376、「人工衛星『大樹』2007年に発射」[5]
- 2005年2月19日、十勝毎日新聞「光の波長で農作物を分析」[6]
- 2006年6月29日、日刊工業新聞「野菜の鮮度測定」[7]
- 2007年5月20日、雑誌『しゃりばり』304号 「『北海道衛星』が開く新時代 の技術」
- 2008年1月1日、十勝毎日新聞「宇宙開発通じ北海道発信」[8]
- 2010年8月29日、ラジオ番組「元気出せ!ニッポン」第30回「日本の活路は宇宙にあり」
- 2015年3月22日、テレビ北海道(TVh)の番組「北の起業家に聞く！～ビジネス成長7つのヒント～」に出演[9]